# Елизаветовка (Павловский район)
Елизаветовка — село в Павловском районе Воронежской области Российской Федерации. Административный центр Елизаветовского сельского поселения. 

## Название
Село было названо по имени Елизаветы Воронцовой, которой её отец, граф Воронцов, подарил село.

## Физико-географическая характеристика
Расстояние до районного центра — города Павловска, — 2 км, до областного центра — города Воронежа, — 169 км.
Село, как и вся Воронежская область, живёт по Московскому времени.

## История
Местность была заселена в XVII веке беглыми крестьянами и украинцами и изначально называлась Гаврильская Слобода — по реке Гаврило. Екатерина II раздавала неосвоенные земли своим приближенным, в том числе графу Воронцову. Граф Воронцов, для укрепления крепостного права, разделил свои земли между детьми. Младшей дочери Елизавете досталась Гаврильская Слобода. Тогда же слобода была названа Елизаветовкой.

## Население
| 1859 | 1897  | 2009  | 2010  |
| ---- | ----- | ----- | ----- |
| 1457 | ↗1626 | ↘1508 | ↗1669 |

## Транспорт и дороги
Сообщение с областным и районным центрами — автобусное, обеспечиваемое предприятием автотранспорта города Павловска. 

## Архитектура и достопримечательности
В селе 17 улиц: 30 лет Победы, 50 лет Победы, 8 марта, Ворошилова, Космонавтов, Ленина, Маршала Жукова, Мира, Молодёжная, Новая, Свободы, Северная, Советская, Солнечная, Степная, Шишкарёва, Тихая, Полевая, Переулок и проспект Революции.
К примечательным архитектурным сооружениями можно отнести:
- Дом культуры. Построен в 1956 году по типовому проекту в стиле сталинского неоклассицизма. Здание отличают высокая арка в центре, три колонны по обе стороны от неё и фронтон во всю ширину главного фасада.
- Здание фельдшерско-акушерского пункта. Бывшее здание церковно-приходской школы постройки 1900 года.
- Здание почты
- Магазин

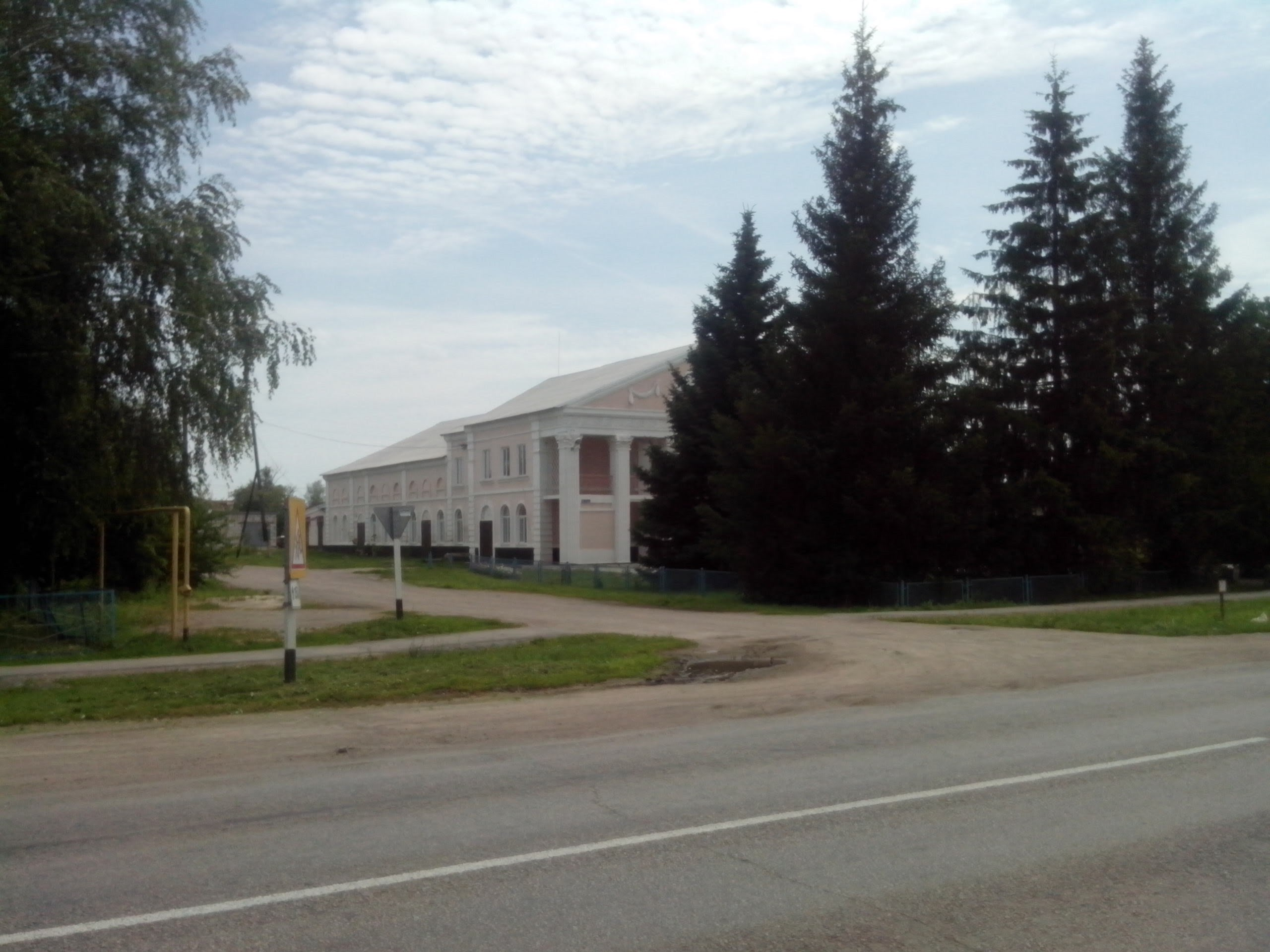
Дом культуры
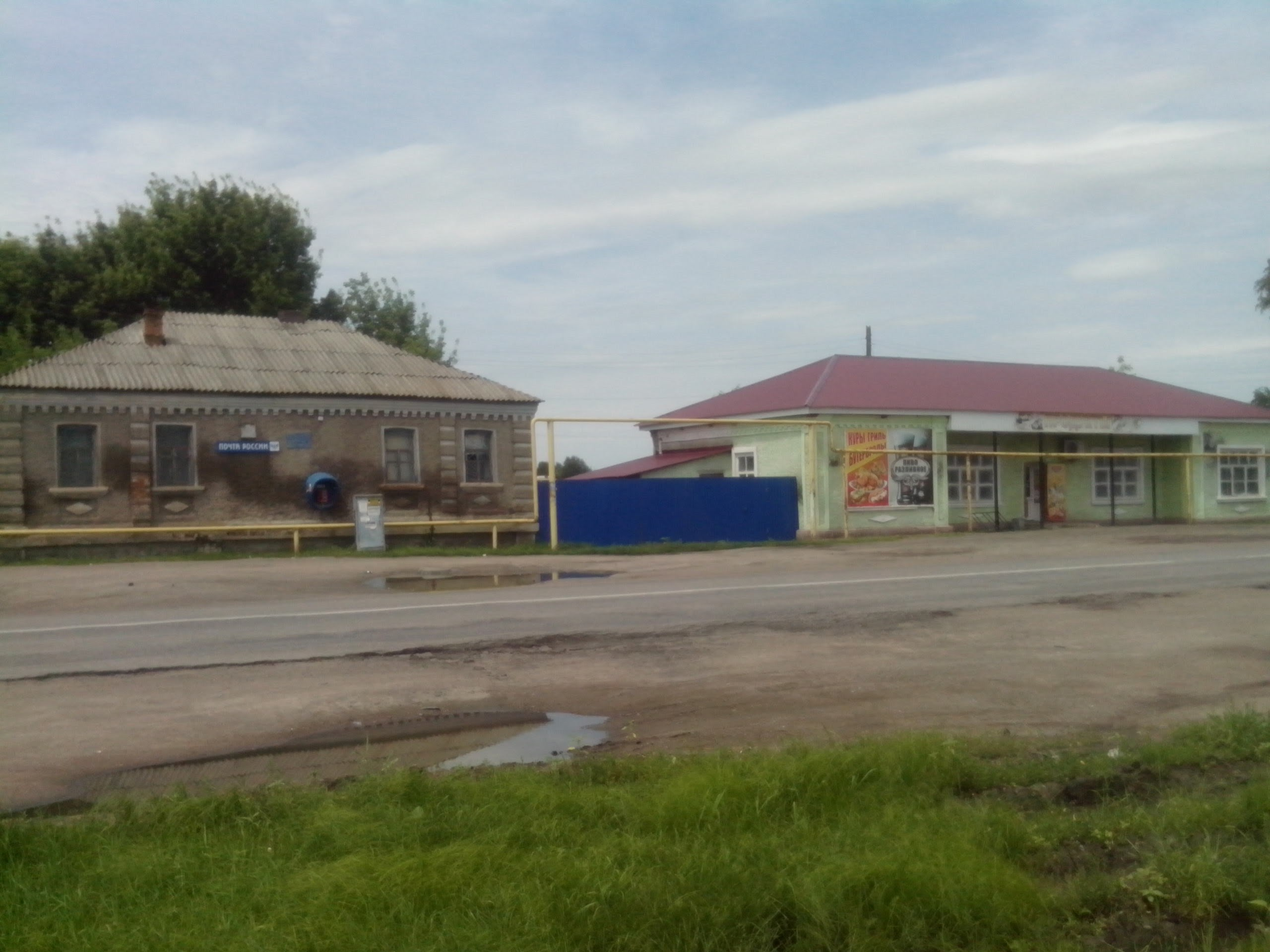
Отделение почты и магазин
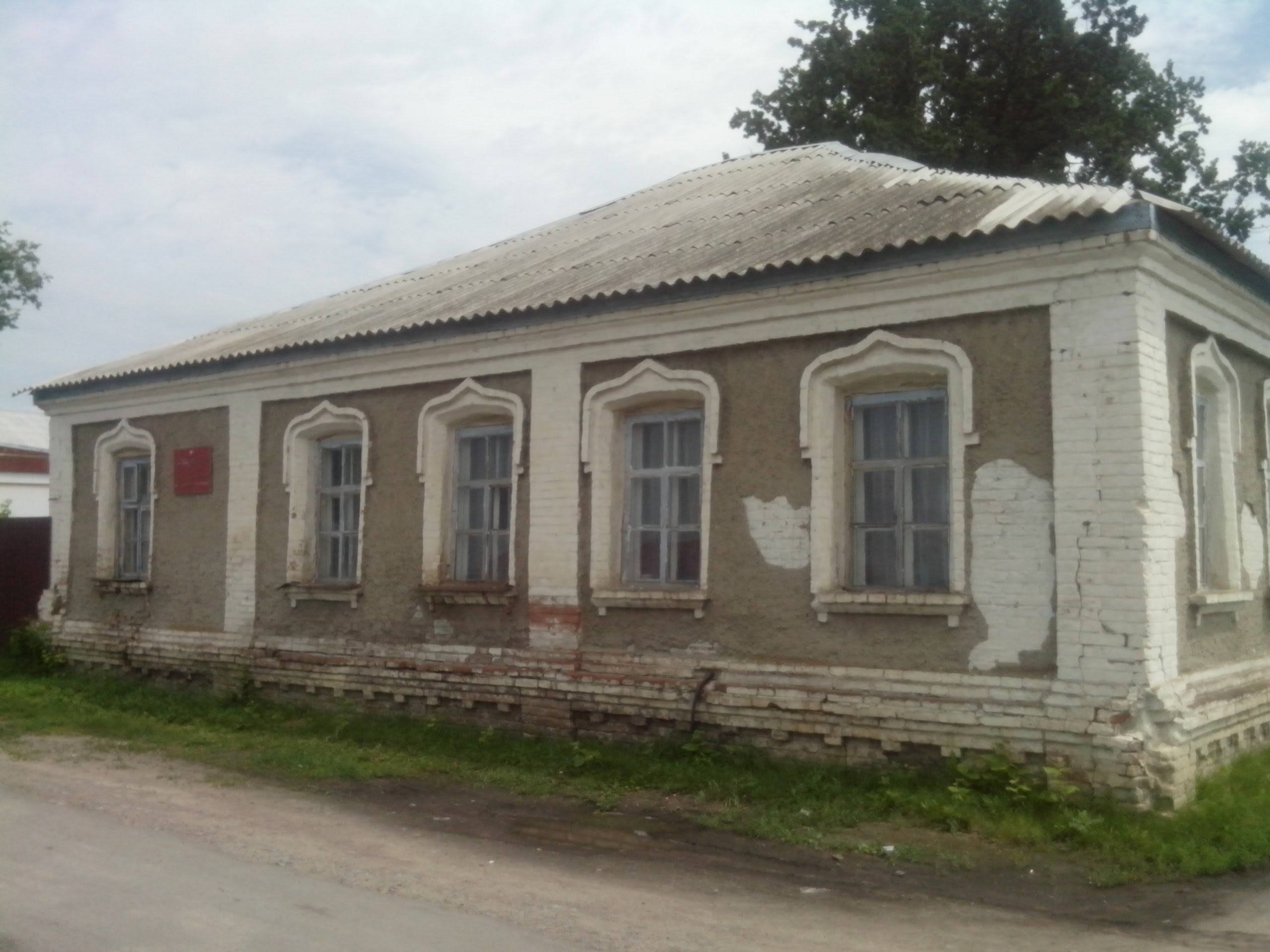
Фельдшерско-акушерский пункт